# Epicephala haplodoxa
Epicephala haplodoxa là một loài bướm đêm thuộc họ Gracillariidae. Nó được tìm thấy ở Nam Phi và Mozambique.